# Honda CG 125

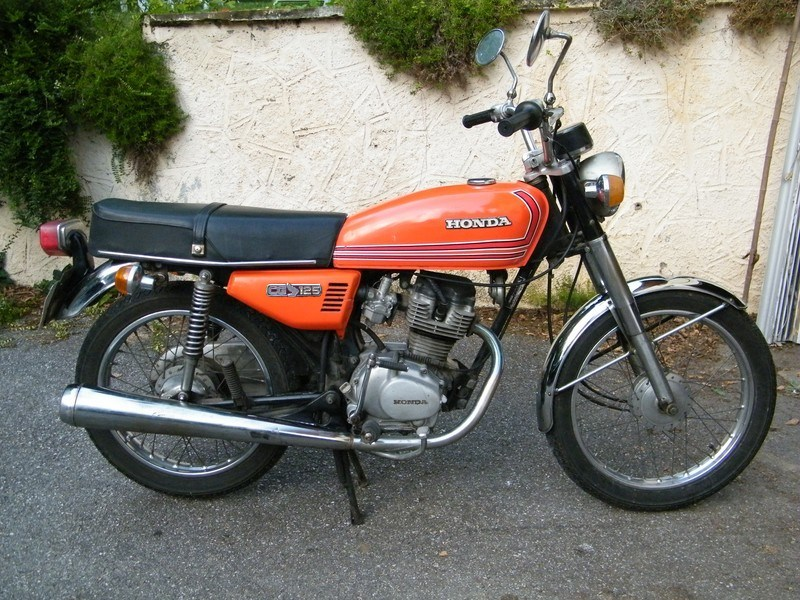
Honda CG 125 uit 1976

De Honda CG 125 is een 125cc-motorfiets die Honda al vanaf 1976 produceert, voornamelijk voor landen in de derde wereld. 
De Honda CG 125, die in 1976 op de markt kwam, was een spaarmodel, een commuter bike bestemd voor de Japanse markt, maar ook voor ontwikkelingslanden. Het was eigenlijk de opvolger van de Honda CD 125 S, die ook al een eencilindermotor, vijf versnellingen en een buisframe had gehad en die in 1976 uit productie ging.

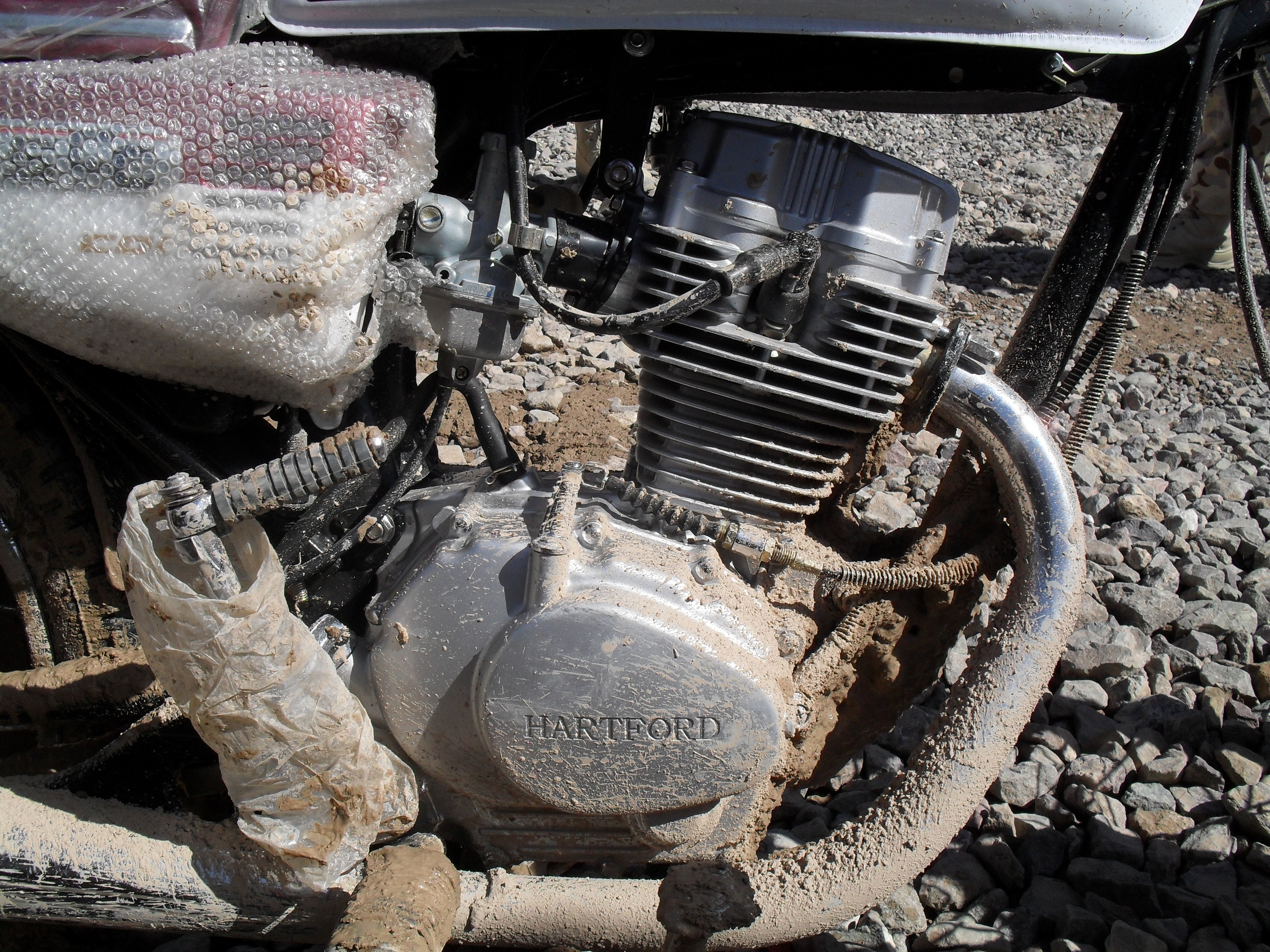
125 cc Hartford-inbouwmotor uit Taiwan...

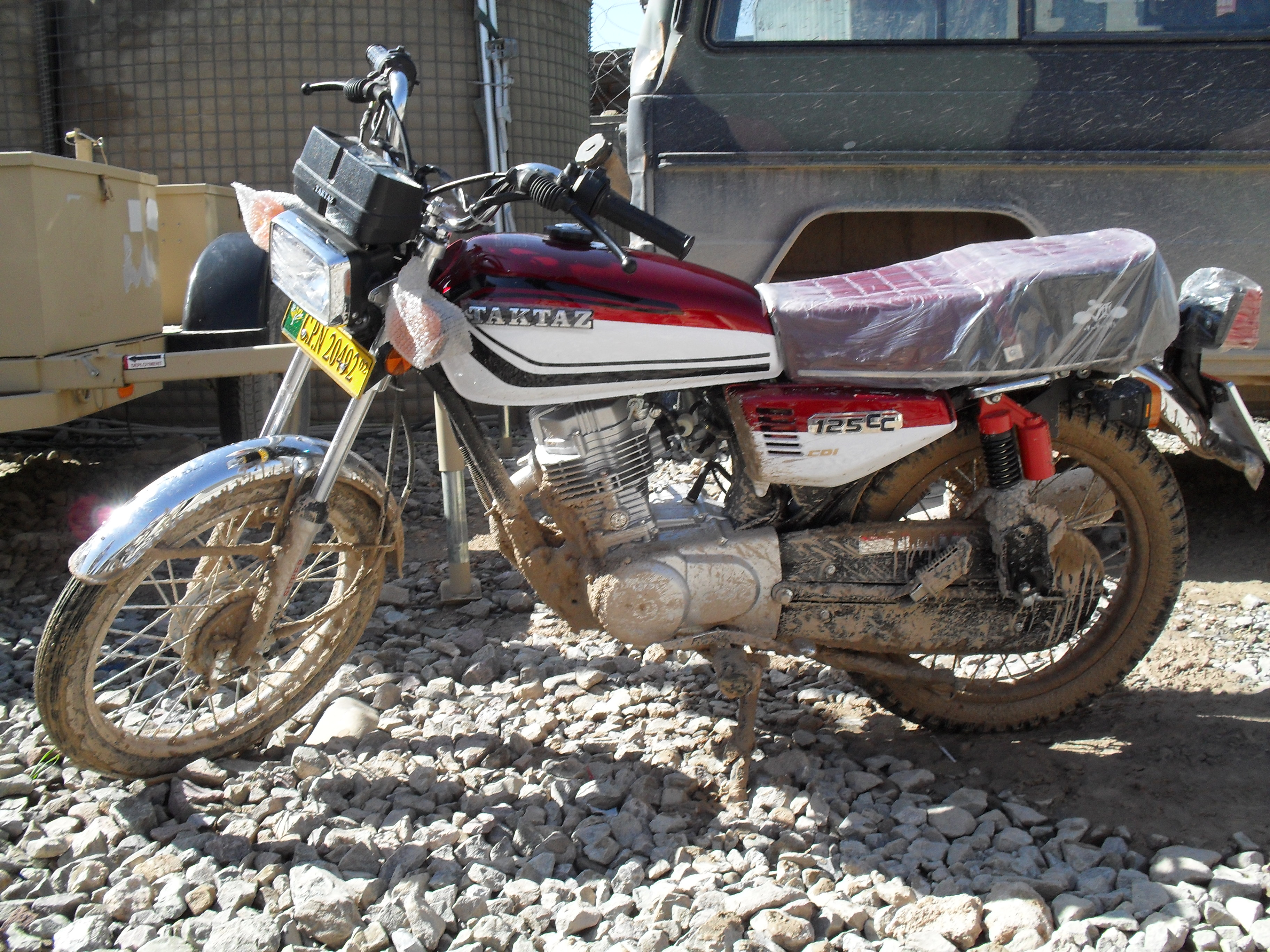
...gemonteerd in een Tak Taz uit Iran.

## Geschiedenis
De Honda CG 125 werd ontwikkeld uit de CB 125 S en de machines leken niet alleen veel op elkaar, maar hadden ook veel onderdelen gemeen.  Om de prijs en de onderhoudskosten te drukken én om het onderhoud simpel genoeg te maken voor derde wereldlanden kreeg de CG 125 echter geen bovenliggende nokkenas, maar een laagliggende nokkenas met stoterstangen en tuimelaars om de kleppen aan te sturen. De machines met bovenliggende nokkenas vertoonden grote slijtage aan de nokkenaslagers als het olieverversen werd overgeslagen. Die kans was in derde wereldlanden waar preventief onderhoud nauwelijks bestond erg groot en het probleem werd met deze simpelere motor opgelost. Ook kreeg de machine een luchtfilter van uitwasbaar schuim. Oorspronkelijk werd de CG 125 in Japan geproduceerd, maar in 1985 werd de productie verplaatst naar Brazilië en Turkije. Hoewel de productie in 2008 bijna overal eindigde ging ze in Pakistan nog door. Daar wordt de machine gebouwd als Honda CG 125, Honda CG Dream en Honda Delux 125.
Hoewel ze in Europa nauwelijks verkocht werd, was de CG 125 in de jaren zeventig en -tachtig populair in het Verenigd Koninkrijk. Mede door de gedaalde waarde van het pond waren spaarversies (ook de Honda CJ 250 T en de Honda CJ 360 T) daar populair en de CG 125 voldeed aan de eisen voor het verkrijgen van een oefenrijbewijs.

### Ontwikkelingen
Gedurende de lange productieperiode van 1976 tot heden werden er uiteraard wijzigingen aan de machines uitgevoerd, maar toch bleven die - vergeleken met machines voor de Westerse markt - beperkt. 
- Rond 1985 werd het elektrische systeem van 6 volt naar 12 volt gebracht.
- Het ontstekingssysteem met contactpuntjes werd rond 1989 vervangen door een elektronische CDI-ontsteking.
- In 2001 kreeg de CG 125 een startmotor, maar de kickstarter bleef als tweede startmogelijkheid aanwezig. Op de Europese markt verdween de kickstarter in 2004, toen daar ook de trommelrem in het voorwiel werd vervangen door een schijfrem, het instrumentenpaneel werd opgewaardeerd (o.a. met een brandstofmeter), de tank werd vergroot tot 13 liter en de volledig gesloten kettingkast verdween.
- In 2009 werd de motor in Brazilië, vanwege strengere milieu-eisen opnieuw ontworpen. Nu kwam er wel een bovenliggende nokkenas en de boring-slagverhouding ging van 56,5 mm × 49,5 mm naar 52,4 mm × 57,8 mm. In hetzelfde jaar werd de machine in Europa vervangen door de Honda CBF 125, die dankzij brandstofinjectie aan de Euro III-milieunorm voldeed.

## Kopieën
Vanwege het eenvoudige onderhoud en de relatief simpele motor werd de Honda CG 125 veelvuldig gekopieerd, met name in Taiwan en in Zuid-Korea. Soms werd alleen het motorblok nagemaakt en nog lang gebruikt in vaak veel modernere ontwerpen. Dat deden o.a. Sym Motors, Kymco, Hongdu en Hartford, dat de CG 125-kopie ook als inbouwmotor verkocht. Sommige van deze fabrikanten bouwden de CG 125-motor uiteindelijk ook om met een bovenliggende nokkenas, maar met de oorspronkelijke boring-slagverhouding.

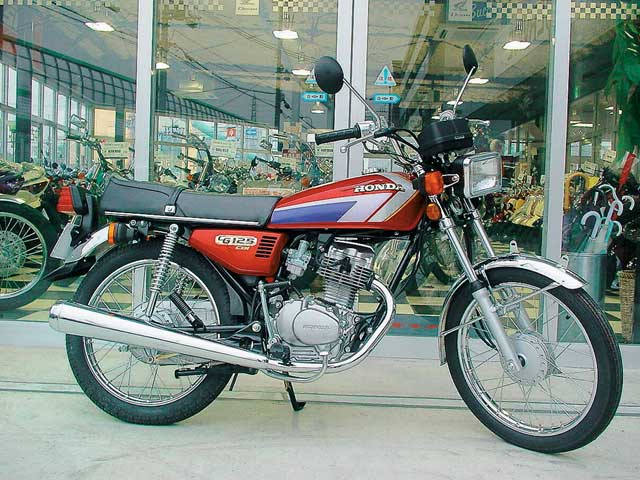
Honda CG 125
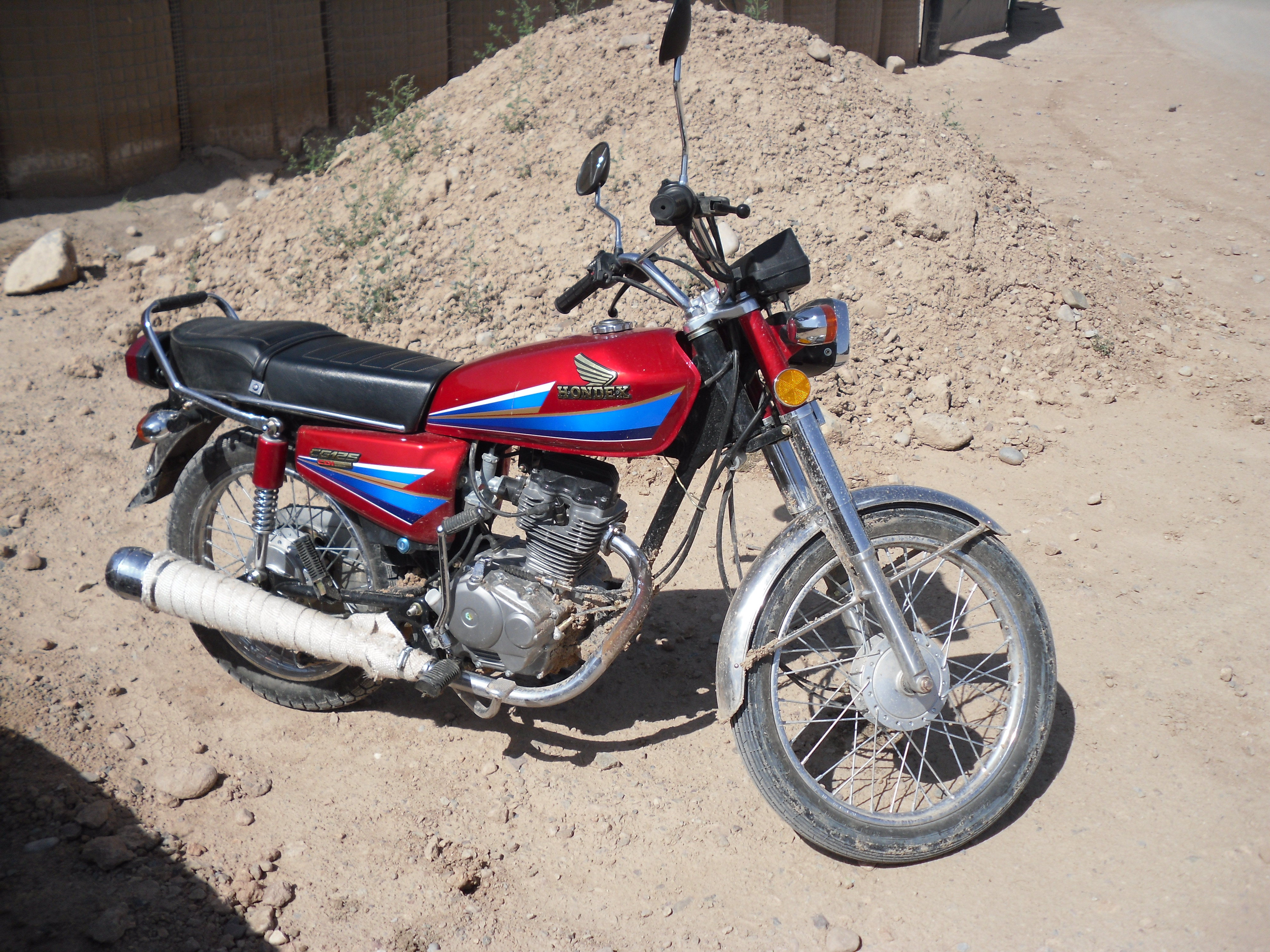
CG 125 in Afghanistan, een kopie van onbekende herkomst met de merknaam "Hondex".
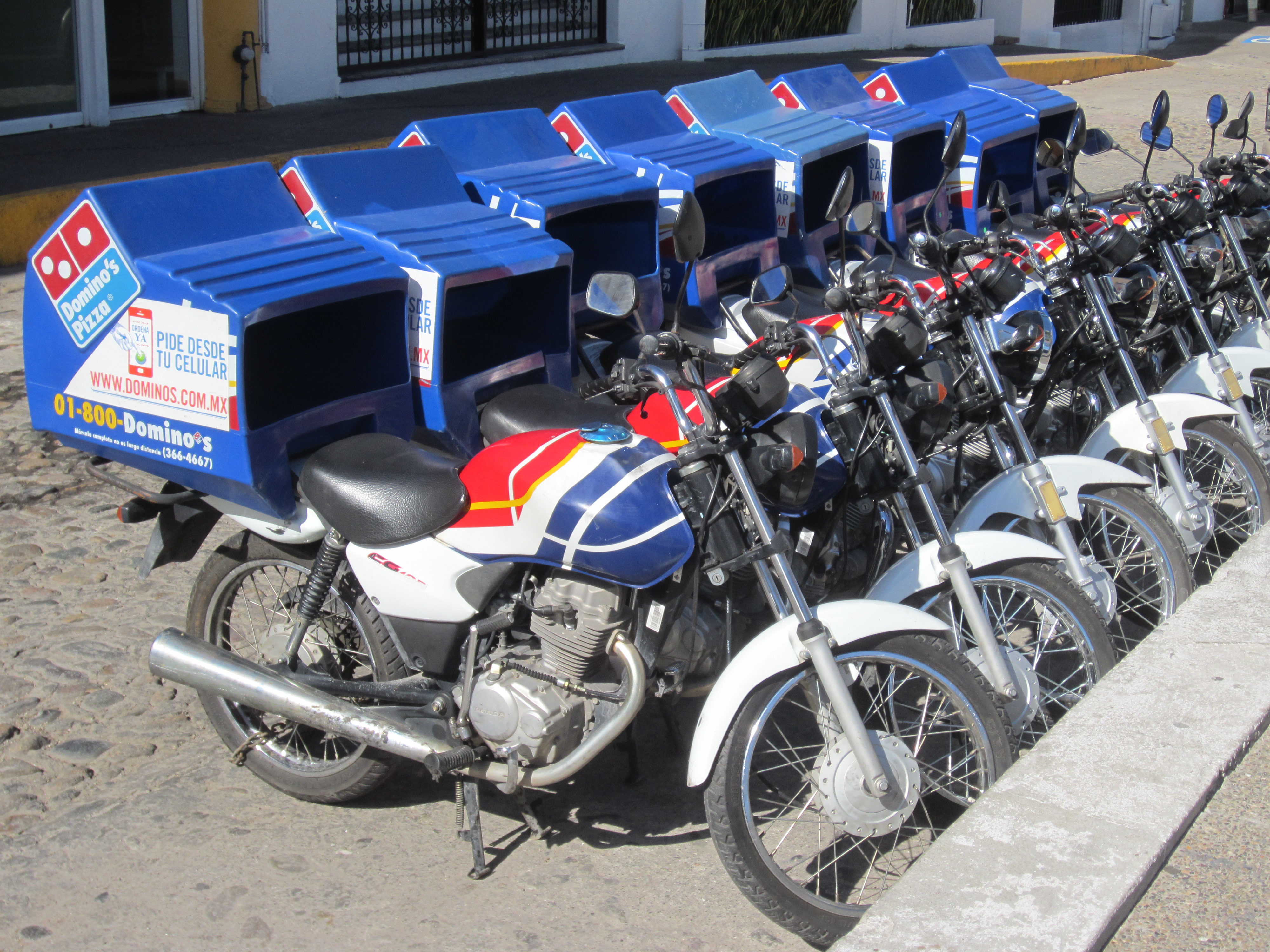
De CG 125 Cargo zoals hij is bedoeld.